# لپ چی تسوی
لپ چی تسوی (انگلیسی: Lap-Chee Tsui; ۲۱ دسامبر ۱۹۵۰ – ) نسل‌شناس چینی کانادایی است. او چهاردهمین رئیس دانشگاه هنگ کنگ است.
وی همچنین برندهٔ جوایزی همچون مدال الیوت کرسون شده‌است.